# Serge Richard
 (décembre 2017).
Si vous disposez d'ouvrages ou d'articles de référence ou si vous connaissez des sites web de qualité traitant du thème abordé ici, merci de compléter l'article en donnant les références utiles à sa vérifiabilité et en les liant à la section « Notes et références ».
Pour les articles homonymes, voir Richard.
Serge Richard est un journaliste français.

## Biographie
Journaliste à Combat puis au Canard enchaîné, il est un spécialiste des médias.
Étudiant il a milité à l'UNEF. Il devient par la suite président de la Fédération générale des étudiants de Lettres de la Sorbonne en 1958, puis responsable du journal de l'UNEF, Paris-Lettres dans cette même université.
Il s'orient vers une carrière de journaliste politique d'abord au journal Combat, puis à L'Express.
En janvier 1972, il participe à la création de l'Unité, organe du parti socialiste, où il rencontre Nicolas Brimo.
Serge Richard a enseigné entre 1974 et 1984, l'histoire de la Presse au Département des Sciences et Techniques de la Communication (DESTEC - PARIS III - Sorbonne-Nouvelle), dans une unité de valeur qui associait une formation à l'Analyse de Contenu des communications de masses assurée par Claude Virlogeux. 
Jean Clementin, en 1977, le recommande auprès de Claude Angeli, pour entrer au Canard enchaîné.